# デリク・ブルジョワ
デリク・ブルジョワ（Derek Bourgeois, 1941年10月16日 - 2017年9月6日）は、イギリスの作曲家。名前はデレク・ブルジョワ、デリク・ブージョワー等とも表記される。

## 来歴
1941年にイギリスの大ロンドン、キングストン・アポン・テムズで生まれる。ケンブリッジ大学で音楽を学び、最優秀で卒業、博士号を取得。後に王立音楽大学でハーバート・ハウエルズに作曲、サー・エイドリアン・ボールトに指揮法を師事した。その後、ブリストル大学やセント・ポール女学院に勤務するかたわら作曲や各地での演奏活動を行った。2002年に職を退きマヨルカ島に移住、2009年からはイングランド、ドーセットで暮らしていた。
ブルジョワの作品の中心はオーケストラ向けのもので、116曲の交響曲を始めとして150作以上存在する。その他にも室内楽や合唱音楽、吹奏楽、ブラスバンド向けにも多くの作品を書いており、総作品数は391に上る。また自作や有名作品の他編成への編曲も手がける。特にブラスバンド作品は人気が高く、チャンピオンシップの課題曲を委嘱されたり、バンドから作品を委嘱されるなど幅広く活躍している。
作風は新ロマン主義的であり、基本的には調性感がはっきりとした、情緒的な旋律が印象的な作品が多い。ただし規模の大きい作品では印象派の作品に近い響きや、無調の激しい響きも散見される。また吹奏楽やブラスバンドでは、金管楽器の持てる能力の限界や奏者への挑発的なパッセージが取り入れられた作品が多い。

## 主な作品

### 管弦楽
- 交響曲1 - 116番

### 吹奏楽
- 交響曲第4番「ワイン・シンフォニー」（オランダ語版）(Symphony No. 4  - A Wine Symphony, Op.58a)[オーケストラ編成からの本人の手による編曲作品]
- 交響曲第6番「コッツウォルド・シンフォニー」（Symphony No. 6 - A Cotswold Symphony, Op.109a）[同上]
- 交響曲第8番「マヨルカ島の山々」（Symphony No 8 - The Mountains of Mallorca, Op.184a）[同上]
- トロンボーン協奏曲 (Concerto for Trombone and Concert Band Op.114b)
- ウインド・ブリッツ（Wind Blitz, Op.65a）[ブラスバンド作品「ブリッツ」の本人の手による編曲]
- シンフォニー・オブ・ウィンズ（Symphony of Winds, Op.67）
- ウィリアムのためのシンフォニー（Symphony for William, Op.212）

### ブラスバンド
- ブラスバンドのための協奏曲第1番（Concerto for Brass Band No.1, Op.44）
- コンチェルト・グロッソ（Concerto Grosso for Brass Band, Op.61a）
- ブリッツ（Blitz, Op.65）
- アポカリプス（Apocalypse, Op.187）
- セレナーデ（Serenade, Op.22b）
- ブラスバンドのためのディヴァージョン（Diversions for Brass Band, Op.97）
- 悪魔と深海（The Devil and the Deep Blue Sea, Op.131）